# 小行星8708
小行星8708（英語：8708）是一颗围绕太阳公转的小行星。1994年2月17日，大友哲在藤枝市发现了此天体。
这颗小行星的绝对星等为349.5812638533201等。